# Чулапарамбил, Александр

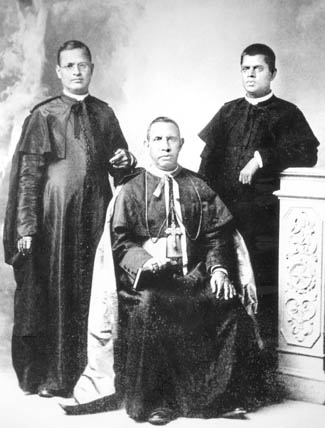
Александр Чулапарамбил стоит справа со своим предшественником Мэтью Макилом (сидит)

Александр Чулапарамбил (англ. Alexander Chulaparambil, 14 октября 1877 года, Кумараком, Индия — 8 января 1951 года, Коттаям, Индия) — католический прелат, первый епископ Коттаяма с 21 декабря 1923 года по 8 января 1951 года. Основатель мужской монашеской конгрегации «Облаты Святейшего Сердца Иисуса».

## Биография
Родился 14 октября 1877 года в населённом пункте Кумараком в окрестностях города Коттаям в сиро-малабарской семье из этнической группы кнанайя. Изучал теологию в Папской семинарии в Канди, Цейлон. 22 декабря 1906 года получил священническое рукоположение.
16 июля 1914 года Римский папа Пий X после смерти первого викария Коттаяма Мэтью Макила назначил его апостольским викарием Коттаяма и титулярным епископом Бусириса. 1 ноября 1914 года состоялось его рукоположение в сан епископа, которое совершил апостольский нунций в Ост-Индии и титулярный архиепископ Тебы Владислав Михал Залеский. 21 декабря 1923 года Римский папа Пий XI преобразовал апостольский викариат Коттаяма в епархию и Александр Чулапарамбил стал её первым епископом. Позднее по благословению Святого Престола конгрегация облатов Святейшего Сердца Иисуса получила право Института посвящённой жизни.
Был почитателем Святого Сердца Иисуса и придерживался духовности святого Франциска Сальского. В 1921 году основал мужскую монашескую конгрегацию «Облаты Святейшего Сердца Иисуса» (OSH), которая существует до настоящего времени. 21 мая 1921 года он приобрёл земельный участок в Коттаяме для строительства монастыря облатов Святейшего Сердца Иисуса и 1 ноября этого же года установил статую Святейшего Сердца Иисуса на горе в трёх километрах от Коттаяма. Эта гора позднее получила наименование «Гора Святейшего Сердца». Пригласил несколько священников из Европы, чтобы они жили монашеской жизнью в основанном им монастыре. 20 ноября 1921 года освятил небольшую монастырскую часовню и первый дом конгрегации. 29 января 1924 года первые члены конгрегации приняли свои монашеские обеты перед Александром Чулапарамбилом. 29 января 1930 года своим указом Александр Чулапарамбил утвердил устав конгрегации, составленный на основе духовного правила святого Карла Борромео и святого Амвросия Медиоланского.
В 1921 году рукоположил в епископа Тричура Томаса Важапилли.
В 1932 году посетил Европу. Во время этого визита познакомился с Терезой Нойман.
С 1943 года финансировал переселение около ста католических сиро-малабарских семей в Мадампам в окрестности города Каннур, где было основано их поселение. Позднее оно было названо его именем «Алекснагар».
Руководил епархией Коттаяма в течение 35 лет. Скончался 8 января 1951 года в Коттаяме.